# Aldo Spoldi (pugile)
Aldo Spoldi (Castiglione d'Adda, 23 gennaio 1912 – La Jolla, 19 novembre 1997) è stato un pugile italiano, Campione europeo dei Pesi leggeri.

## Biografia

### Attività amatoriale
Aldo Spoldi cominciò l’attività pugilistica a tredici anni per puro caso. Fisico minuto, segaligno e nervoso, egli primeggiava infatti nell’atletica leggera quando fu chiamato a ingrossare le file della squadra pugilistica del Gruppo Rionale  “Corridoni” di Milano, che in quel momento scarseggiava di praticanti.
Aldo disputò il suo primo combattimento senza alcuna preparazione specifica e venne ovviamente sconfitto, ma in quell’incontro, a spese dell’avversario, scoprì la devastante potenza dei suoi pugni e la sua vera vocazione. Sua madre, Felicita, che riteneva quello sport assolutamente incompatibile con i principi di educazione cristiana, riuscì tuttavia a tenerlo lontano dalle palestre per un paio d’anni. Quando il talento del futuro campione sembrava ormai destinato a non conoscere alcuna gloria, la fiamma della passione si ravvivò grazie a un altro fatto casuale. Aldo assistette agli allenamenti di un giovane atleta destinato a diventare un’icona dello sport italiano: Carlo Orlandi, prima medaglia d’oro per il pugilato azzurro alle Olimpiadi di Amsterdam del 1928.
Orlandi, milanese come lui, si stava preparando per una tournée in Scandinavia con il resto della squadra nazionale dilettanti. Quei ragazzi andavano all’estero per difendere l’onore sportivo della patria. Agli occhi del quindicenne Spoldi non c’era nulla di più esaltante. Decise in quell’istante che sarebbe diventato un pugile. Tuttavia, la sua mediocre carriera dilettantistica, contrassegnata da spettacolari vittorie per ko, ma anche da deludenti sconfitte, si concluse tre anni dopo senza alcun trofeo conquistato.

### Attività professionistica
Nel 1930 Aldo debuttò tra i professionisti e dopo un inizio piuttosto insignificante, tra difficoltà di ogni genere e momenti di acuta depressione, decise di trasferirsi a Parigi: la Mecca dei pugili di quel tempo. Il suo debutto all’estero fu comunque problematico, perché dopo una prima clamorosa vittoria egli incappò in quattro sconfitte consecutive. Quattro disfatte che lo portarono a un passo dalla decisione di abbandonare il pugilato.
Il suo ritorno a Milano fu salutare, perché servì, se non altro, a fargli ritrovare fiducia nei propri mezzi. Cominciò a vincere, con regolarità e modalità impressionanti. I suoi pugni racchiudevano una tale energia che venne soprannominato “Kid Dynamite” e dal suo cognome fu coniato un inedito neologismo per descrivere l’eccezionale carica esplosiva in essi contenuta: “spoldite”. Quella straordinaria forza, però, fu anche la sua debolezza, perché le sottili ossa della mano non erano in grado di sopportare la devastante potenza di cui la natura lo aveva dotato. Il pugile milanese disputò decine di incontri con le mani fratturate e dovette operarsi tre volte per risanarle.
Dopo aver combattuto in Francia e in Inghilterra, Spoldi partì per il Sudafrica, poi approdò negli Stati Uniti, dove affrontò subito i più feroci mastini del ring. In quella prima trionfante campagna americana, durata quasi un anno e mezzo, collezionò venti vittorie su ventiquattro incontri disputati. Tra le sue vittime, l'ex campione del mondo dei superleggeri Jack Kid Berg, attualmente membro della International Boxing Hall of Fame, battuto per knock-out tecnico. Una delle quattro sconfitte la subì contro Henry Armstrong, il miglior peso leggero della storia del pugilato mondiale. Aldo, che si batté in quella memorabile sfida con le mani fratturate, alle quali erano state praticate due iniezioni di novocaina per lenire il dolore, fu l'unico pugile, dei trentatré affrontati dal campione americano tra il 1937 e il 1938, che riuscì a chiudere il match in piedi.
Nel 1937 rientrò in Italia e l’anno successivo conquistò il titolo europeo battendo Carl Andersen a Copenaghen prima di tornare negli Stati Uniti per una seconda breve tournée.
Nel luglio del 1939 sbarcò un’altra volta in Italia per sostenere alcuni combattimenti, tutti vittoriosi. Quando il 16 aprile 1940 partì di nuovo per gli Stati Uniti, Spoldi non poteva sapere che avrebbe rivisto la sua famiglia quasi dieci anni più tardi. La guerra, infatti, lo bloccò in America e lo rese un “enemy aliens”.
Per lui furono anni molto difficili. Tuttavia, pur costantemente sorvegliato dalle autorità americane, egli continuò a combattere sui ring di New York, Chicago, Filadelfia, Miami, New Orleans, San Francisco, Los Angeles. Affrontò sette campioni del mondo e inseguì tenacemente il sogno di un campionato senza purtroppo mai raggiungerlo. Offrì grandi sfide e spettacoli memorabili fino al termine della sua carriera, nel 1945. Fu, fino alla fine, un grande fuoriclasse per stile, generosità, tecnica e potenza.
Celebrato oggi come uno dei più grandi pugili italiani di ogni tempo, Aldo Spoldi morì il 19 novembre 1997 a La Jolla, a nord di San Diego, in California. Le sue ceneri, riportate in Italia dalla terza moglie, Ethel Clay, riposano ora nel piccolo cimitero di Castiglione d'Adda.